# Kirkesølv
Kirkesølv er fællesbetegnelsen for det kirkeudstyr, som traditionelt er fremstillet af sølv, også selv om det i dag kan være lavet af andre metaller. Til kirkesølvet hører
- Alterkalk og/eller -kande og særkalke
- Disk
- Oblatæske
- Alterstager
- Dåbsfad
- Dåbskande
- Hjemmeberettelsessæt
- Skummeske

Tidligere tiders kirkesølv er ofte helt eller delvis lueforgyldt, og metoden benyttes stadig (men dog sjældent) til kirkesølv, selv om den er problematisk arbejdsmiljømæssigt. Efterhånden bruges udelukkende galvanisk forgyldning. 

Ifølge gammel folketro var sølv, der var skrabet af (stjålet fra) en kirkes kalk, disk o.lign., et godt middel mod sygdomme, anvendtes som trolddomsmiddel. 